# Truncatoflabellum vanuatu
Truncatoflabellum vanuatu är en korallart som först beskrevs av Wells 1984.  Truncatoflabellum vanuatu ingår i släktet Truncatoflabellum och familjen Flabellidae. Inga underarter finns listade i Catalogue of Life.